# Josef Hubatschek
Josef Alois Hubatschek (* 26. März 1910 in Graslitz, Bezirk Falkenau, Österreich-Ungarn; † 2004 in Waldkraiburg) war ein sudetendeutscher Architekt und Vertriebenenfunktionär.

## Leben
Hubtschek stammte aus dem Königreich Böhmen und wurde in der Stadt Graslitz im Musikwinkel des Erzgebirges als Sohn des Fleischhauers Richard Hubatschek und dessen Ehefrau Antonia geb. Illner geboren. 1918 kam seine Heimatstadt an die Tschechoslowakei. Hier wurde er Mitglied des Bundes der Deutschen, eines völkischer Verbandes. Ferner wurde er Mitglied der Jungturnerschaft DTV.
Im Bund des Deutschen wurde er 1935 zum Geschäftsführer des Gaues Egerland gewählt. In dieser Funktion wurde er 1936 in Haft genommen. Durch den Einmarsch der deutschen Truppen nach dem Münchener Abkommen im Oktober 1938 in die deutschbesiedelten Grenzgebiete der Tschechoslowakei und der Bildung des Reichsgaus Sudetenland gelangte er wieder in Freiheit. Am 27. Dezember 1938 beantragte er die Aufnahme in die NSDAP und wurde rückwirkend zum 1. November desselben Jahres aufgenommen (Mitgliedsnummer 6.550.277). Im nunmehr „Weltbad“ genannten Karlsbad wurde Hubatschek Kreiswart von Kraft durch Freude. 1940 trat er aus der Katholischen Kirche aus und wurde „gottgläubig“. 1945 hielt er sich in Schlackenwerth auf, wo er im Dezember wieder in die Kirche eintrag und Gertrud Richter (1914–2011) heiratete. Wenig später wurde er und seine Frau aus der Tschechoslowakei vertrieben. Sie ließen sich in Hammerau als Architekt nieder. Er wurde Mitbegründer der Sudetendeutschen Landsmannschaft und später Kreisobmann in Bad Reichenhall. Ferner trat er dem Witikobund bei. 1953 zog er nach Stuttgart um und war bis ins hohe Alter in mehreren Vertriebenenorganisationen tätig.
Zu seinen Werken als Architekt gehört u. a. die ehrenamtlich Planung und Bauleitung des Heim der SdJ/DJO in Baden-Württemberg, „Haus Schauinsland“.

## Schriften (Auswahl)
- Schlackenwerth. Die böhmische Heimat der badischen Markgräfin Franziska Sibylla Augusta. Ein Buch der Erinnerungen. Brönner & Daentler, Eichstätt 1972.
- Das Schlackenwerther Gnadenbild "Maria-Treu". Ein schicksalsvoller Weg 1423–1977. Rastatt 1978.